# 诺加萨
诺加萨（Nokasad，1693年—1738年）是寮國歷史上占巴塞王國的首任君主。他是瀾滄王國國王苏里亚·旺萨的外孫，柬埔寨國王吉·哲塔四世之女婿。
诺加萨於1713年至1737年統治占巴塞王國。1718年，第一個佬族的勐成立，位於今日的黎逸府金地縣。1725年，诺加萨将权力转交给长子萨亚古曼。1738年，诺加萨王於呵叻去世，年四十八，萨亚古曼即位。

## 生平
1690年，瀾滄国王苏里亚·旺萨逝世，丞相甸·塔拉自立为王，迫害苏曼加拉公主（Princess Sumangala Kumari）的丈夫，苏曼加拉公主和其子翁洛（Ong Lo）在王室贵族和僧侣的協助下沿湄公河南逃，僧侶將公主安置於那空。1693年，逃難中的公主生下了诺加萨。1695年，温洛的支持者攻入万象，杀死甸·塔拉，拥立翁洛为新国王。但维塞王之孫南·塔拉（Nan Tharat）隨即於1699年借助越南軍隊的力量从那空起兵，成功擊殺翁洛，瀾滄遂陷入了内战。通坎王之孫塞温又擊敗了南塔臘，成為萬象國王。
1713年，占巴塞地区的僧侣贵族拥立温洛之弟诺卡薩为国王，占巴塞王国的领土包括黎逸、四色菊、沙拉湾、阿速坡、孔埠、上丁。 1725年，诺卡萨将权力转交给长子猜也库曼。1738年，诺加萨王去世，年四十八，萨亚古曼即位。